# Бадмажабэ, Намсарай Бадмажапович
Намсарай Бадмажапович Бадмажабэ (2 мая 1907, улус Амитхаша, Забайкальская область — 2 декабря 1963, п. Агинское) — советский государственный и партийный деятель, председатель исполнительного комитета Агинского Бурятского окружного Совета.

## Биография
После окончания в 1929 году Улан-Удэнского педагогического техникума учительствовал, работал до 1940 директором Агинской средней школы.
В 1940—1942 заведовал Агинским (Бурят-Монгольским) окружным отделом народного образования.
В 1942—1944 — председатель Исполнительного комитета Агинского районного Совета. Позже на партийной работе, был секретарём Агинского районного комитета ВКП(б)
С 1944 по 1946 год — председатель Исполнительного комитета Агинского Бурят- Монгольского окружного Совета.
В 1946—1949 обучался в Высшей партийной школе при ЦК ВКП(б).
В 1949 году вновь назначен председателем исполнительного комитета Агинского Бурят-Монгольского окружного Совета.
В 1952—1955 — директор Агинской средней школы.
В 1953—1960 — работал первым директором Агинского Дома пионеров.
В 1960 возглавил Агинский Бурятский окружной Совет.
В 1963 году вышел на пенсию республиканского значения.
С января 1963 до смерти работал председателем колхоза «Родина» в с. Зуткулей (Дульдургинский район).
В 1963 году объезжая чабанские стоянки, заболел острым аппендицитом. В тяжелом состоянии был доставлен в Агинскую окружную больницу. Из-за большого срока заболевания у больного развился разлитой гнойный перитонит. Так как в то время не было эффективных антибиотиков, спасти больного не удалось.

## Награды
- Орден Ленина (1957),
- медали СССР.

## Источник
- Энциклопедия Забайкалья. Агинский Бурятский округ. — Новосибирск, 2009. Бадмажабэ Н. Б.